# Numéro dix-sept
Pour les articles homonymes, voir 17 (nombre).
Pour plus de détails, voir Fiche technique et Distribution.
Numéro dix-sept (Number Seventeen) est un film britannique réalisé par Alfred Hitchcock, sorti en 1932.

## Synopsis
Minuit. Un passant remarque une étrange lueur au n°17 de la rue, il s'agit d'une maison inhabitée mais dont la porte est ouverte. Intrigué, il entre et tombe sur un cadavre mais il s'aperçoit qu'à cette heure indue, il y a paradoxalement plus de monde qu'il pourrait le croire. En effet, il croise par la suite un vagabond légèrement dingue, des étranges « acheteurs » qui se présentent à la porte, armés, et une ravissante jeune femme qui tombe du ciel. Pour ne rien arranger les choses, le cadavre disparaît de lui-même ! La nuit risque d'être assez longue pour les protagonistes...